# Octobre 2004

## Actualités du mois

### Vendredi1eroctobre 2004
- États-Unis : une équipe de chercheurs de l'université d'État de Washington annonce qu'elle a décrypté le génome de la diatomée, algue microscopique des océans qui joue un grand rôle dans la fixation du dioxyde de carbone de l'atmosphère.
- États-Unis : mort du photographe Richard Avedon à l'âge de 81 ans des suites d'une hémorragie cérébrale.
- Palestine : sept Palestiniens ont été tués dans le nord de la bande de Gaza, lors d'une offensive de l'armée israélienne pour tenter d'empêcher les tirs de roquettes sur les localités israéliennes proches. Depuis le lancement de cette opération « Jours de pénitence » mardi 28 septembre au soir, quarante-six Palestiniens sont morts, dont beaucoup dans le camp de réfugiés de Jabaliya, où se déroulent les combats les plus intenses.
- Russie : Vladimir Poutine essaie de se rapprocher de l'Union européenne en annonçant proche la ratification du protocole de Kyoto. Le dernier pays fortement industrialisé à refuser catégoriquement ce protocole est les États-Unis (qui rejettent 25 % des gaz à effet de serre).
- Venezuela : Hugo Chávez, Président du gouvernement bolivarien du Venezuela, lors d'une réunion au ministère de la Science et de la Technologie a « avancé » : « Nous travaillons sur un décret pour établir au Venezuela, de manière officielle et obligatoire, le développement, l'adoption et l'usage du logiciel libre pour l'administration publique. »

### Samedi2 octobre 2004
- Bosnie-Herzégovine : élections municipales en Bosnie-Herzégovine.

### Dimanche3 octobre 2004
- Brésil, élections municipales : 120 millions de Brésiliens appelés aux urnes pour le renouvellement de 5 563 maires et environ 51 000 conseillers par l'intermédiaire de 406 000 urnes électroniques réparties dans 359 326 bureaux de vote.
- États-Unis : mort de la comédienne Janet Leigh qui a tourné notamment dans Psychose et de La Soif du mal.
- France : arrestation à Salies-de-Béarn (Pyrénées-Atlantiques) de Mikel Albizu Iriarte, alias « Antza », chef présumé de l'appareil politique de l'organisation séparatiste basque ETA.
- Inde, Assam : deux explosions de bombes, des émeutes font une cinquantaine de morts. Les autorités soupçonnent la guérilla et accusent le Bangladesh et la Birmanie.
- Lancement de la série Desperate Housewives aux États-Unis.

### Lundi4 octobre 2004
- SpaceShipOne gagne le prix Ansari X Prize et devient le premier engin privé à voler dans l'espace.

### Mardi5 octobre 2004
- France, législation bancaire : la Cour de justice des Communautés européennes (CJCE) a déclaré illégale la législation française interdisant la rémunération des comptes de dépôts à vue[1].
- France, affaire Julia : les institutions françaises étaient au courant de la démarche prétendue personnelle de Didier Julia pour tenter de libérer les otages français en Irak[2].
- France : Bernard Pivot, 69 ans, est élu à l'académie Goncourt en remplacement d'André Stil, mort début septembre.
- Suède : le prix Nobel de physique 2004 a été attribué aux Américains David J. Gross, H. David Politzer et Frank Wilczek pour des travaux sur les quarks, particules fondamentales.

### Mercredi6 octobre 2004
- Union européenne : la Commission a recommandé l'ouverture de négociations pour l'élargissement de l'Union européenne à la Turquie. Les milieux proches de la commission européenne reconnaissent que la « facture » de l'élargissement à la Turquie pourrait s'élever, par le jeu des subventions préparatoires à l'adhésion, à 28 milliards d'euros par an, soit environ le tiers du budget actuel de l'Union, et cela pendant une période d'une bonne dizaine d'années.
Quant au ministre français chargé des Relations avec le Parlement, Henri Cuq, il a lâché en petit comité (propos rapportés par le Figaro[3], et confirmés par Libération), à propos de la demande d'un débat suivi d'un vote à l'Assemblée nationale, « Les députés UMP qui réclament un vote peuvent aller se faire cuire un œuf ! Si on organise un vote, on sort de la Ve République. »
- Monde, économie : le prix du baril de pétrole a atteint la cote record de 52 USD. Des problèmes commencent à se faire ressentir dans les transports, le secteur de la pêche et l'industrie plastique.
- États-Unis d'Amérique : alors que la veille le vice-président Dick Cheney déclarait encore: « des preuves établissent clairement le lien entre l'Irak et le terrorisme [en raison] de la technologie meurtrière que Saddam Hussein a développée et utilisée pendant des années », le rapport de la mission américaine chargée d'inspecter l'armement irakien indique que Saddam Hussein ne possédait ni stock ni programme de production d'arme de destruction massive entre 1991 et  2003.
- Suède : le prix Nobel de chimie 2004 a été attribué aux Israéliens Aaron Ciechanover et Avram Hershko et à l'Américain Irwin Rose pour leurs travaux sur la dégradation des protéines.

### Jeudi7 octobre 2004
- Belgique : un nouveau cas d'encéphalopathie spongiforme bovine (ESB), le 127e dans le pays depuis 1997, est confirmé sur une vache laitière pie rouge née en 1997.
- Le roi du Cambodge Norodom Sihanouk a abdiqué, plongeant ainsi le pays dans une nouvelle crise[4]
- Chine : présentation par l'université de Qinghua à Pékin d'un nouveau réacteur nucléaire à refroidissement par gaz (flilière graphite-gaz) de conception chinoise.
- Suède : le prix Nobel de littérature 2004 a été attribué à l'Autrichienne Elfriede Jelinek, pour « le flot musical de voix et contre-voix dans ses romans » et sa critique des clichés sociaux.

### Vendredi8 octobre 2004
- Deuxième des trois débats pour l'élection présidentielle américaine entre le président George W. Bush et son adversaire, le sénateur John Kerry.
- Égypte, Sinaï : des attentats anti-israéliens ont causé la mort de 19 personnes et blessé plus d'une centaine d'autres. Ils ont eu lieu dans des stations balnéaires du Sinaï, près de la frontière avec Israël
- France : l'explosion d'une bombe, devant l'ambassade d'Indonésie à Paris, a blessé 10 personnes.
  - L'un des deux pistes suivies par les enquêteurs est celle d'un attentat politique. En effet, un mail de revendication a été reçu vendredi après-midi par le commissariat de police du 16e arrondissement, émanant d'un groupe baptisé FIFA pour Front islamique français armé. Il réclame la libération de personnes emprisonnées pour leur participation aux attentats à Paris en 1995.
  - Sur cette piste, la police a arrêté un homme dans un cybercafé de la place de Clichy. Il a envoyé les deux mails au nom du FIFA. Il a été mis en examen pour revendication d'attentat.
  - Vendredi soir, la piste d'une vengeance à la suite de licenciements qui ont eu lieu récemment parmi le personnel de l'ambassade, a été évoquée. Le mercredi 13 suivant, la police annonçait avoir renoncé à cette piste.
- Norvège : le Prix Nobel de la paix 2004 a été décerné à la Kenyane Wangari Muta Maathai[5].
- Royaume-Uni : le FBI saisit via la société Rackspace au Royaume-Uni, des serveurs IMC servant à héberger des informations indépendantes, des logiciels libres et du streaming radio[6].

### Samedi9 octobre 2004
- Afghanistan : élection présidentielle au suffrage universel en Afghanistan.
  - Dix-sept candidats se présentent, dont une femme et l'actuel président par intérim, Hamid Karzai.
- Australie, élections législatives.
  - Avant le vote, le Premier ministre John Howard était crédité d'un bilan économique positif, mais se voyait reprocher par une partie des Australiens de s'être engagé dans la guerre en Irak, en 2003.
  - John Howard obtient un quatrième mandat de Premier ministre après la large victoire de la coalition des partis conservateurs, qui obtiennent la majorité absolue des sièges.
- Polynésie française : le gouvernement à majorité indépendantiste du président Oscar Temaru a été censuré par l'adoption à l'assemblée du territoire de deux motions proposées par le sénateur et ancien président, Gaston Flosse (UMP).
- Royaume-Uni, Écosse : la reine Élisabeth II inaugure le nouveau bâtiment du Parlement d'Écosse, dans le centre d'Édimbourg.
  - Ce bâtiment a été dessiné par l'architecte catalan Enric Miralles, décédé en 2000.

### Dimanche10 octobre 2004
- États-Unis : mort de l'acteur américain Christopher Reeve à 52 ans d'une crise cardiaque. Il avait incarné Superman au cinéma, et était tétraplégique depuis une chute de cheval en 1995.
- Somalie : réunis à Nairobi, au Kenya, par mesure de sécurité, les parlementaires somaliens ont élu un président, le premier depuis 1991. À 70 ans, l'ancien militaire Abdullahi Yusuf Ahmed a été choisi ; dans son premier discours, il a appelé à l'aide internationale pour poursuivre la pacification du pays.
- Formule 1 : Grand Prix du Japon.

### Lundi11 octobre 2004
- États-Unis : troisième et dernier face à face entre George W. Bush et John Kerry en Arizona
- Europe : levée de l'embargo commercial, armes comprises, contre la Libye, encore sous la dictature de Mouammar Kadhafi

### Mardi12 octobre 2004
- Chine : Alstom signe un contrat pour la fourniture de 16 rames de métro à la ville de Shanghaï

### Mercredi13 octobre 2004
- Brésil : mort de l'écrivain brésilien Fernando Sabino à 80 ans d'un cancer. Il était l'auteur de romans comme O Encontro Marcado (le Rendez-vous) et L'Homme nu.
- Suède : le "prix Nobel d'économie" a été décerné à Edward C. Prescott (États-Unis) et Finn E. Kydland (Norvège) pour leur contribution à la théorie de la macroéconomie dynamique.
- L'Union européenne lève son embargo sur les livraisons d'armes à la Libye, accédant ainsi à la demande de l'Italie.
- Maxime Faget, ingénieur de la Nasa, qui a dessiné la capsule Mercury est mort à 82 ans.
- Euro Formule 3000 : présentation officielle à la presse, sur le port de la principauté de Monaco de la nouvelle voiture du championnat Euro Formule 3000. Celui-ci change de nom à partir de 2005 et prend l'appellation Superfund Euro Formule 3000, du nom de son sponsor principal.

### Jeudi14 octobre 2004
- Cambodge : une semaine après l'annonce de l'abdication du roi Norodom Sihanouk, la succession semble réglée. Le Conseil constitutionnel cambodgien ayant autorisé, lundi 11 octobre, le Conseil de la Couronne à désigner un nouveau roi, celui a désigné, à l'unanimité de ses neuf membres, le prince Norodom Sihamoni, âgé de 51 ans, pour succéder à son père. Celui-ci avait argué de sa santé déclinante et des risques de désordre dans le pays si la succession était réglée après sa mort. L'ancien et le nouveau rois reviendront de Pékin, où ils séjournaient, le 20 octobre, pour une cérémonie de couronnement voulue sans faste prévue le 29 octobre.

### Vendredi15 octobre 2004
- Turquie : Mehdi Zana, mari de l'ancienne députée Kurde Leyla Zana, est arrêté à son arrivée à Istanbul après neuf années d'exil en Suède[7].
- République serbe de Bosnie : le président de la république serbe de Bosnie Dragan Čavić a reconnu l'existence et l'ampleur du massacre de Srebrenica, où plusieurs milliers de musulmans furent assassinés par les forces serbes en juillet 1995[8].

### Samedi16 octobre 2004
- Polynésie française : plus de 15 000 personnes défilent à Papeete pour demander la dissolution de l'Assemblée territoriale et de nouvelles élections.
- France : mort du journaliste américain Pierre Salinger, ancien officier de presse des présidents John F. Kennedy et Lyndon B. Johnson, il vivait depuis quatre ans dans le sud de la France, fuyant l'administration Bush.
- France : création d'un parc naturel urbain de 890 hectares en plein cœur des Hauts-de-Seine[9].
- France : le ministre délégué aux Personnes âgées et maire de Toulon Hubert Falco, élu sénateur UMP du Var le mois précédent, annonce son départ imminent du gouvernement[10].

### Dimanche17 octobre 2004
- Biélorussie : adoption par un référendum d'une réforme constitutionnelle permettant au président Alexandre Loukachenko de pouvoir exercer plus de deux mandats.
  - Au cours de la semaine suivante, des opposants au régime de Loukachenka manifeste contre ce référendum en raison de possibles irrégularités dans l'organisation du scrutin.
- Brésil : à partir d'aujourd'hui entre en vigueur la loi qui permet aux forces aériennes brésiliennes (Força Aérea Brasileira) d'intercepter, d'obliger à atterrir et même d'abattre les avions qui envahissent l'espace aérien, spécialement de l'Amazonie. Le tir ne pourra être donné qu'après l'exécution d'une liste de préavis en neuf points et l'autorisation personnelle du commandant de l'aviation. Cette mesure entre dans le cadre de la lutte contre le trafic de stupéfiants.
- Rallye automobile : en terminant second du Tour de Corse, Sébastien Loeb remporte son premier titre de champion du monde des rallyes.

### Lundi18 octobre 2004
- France : mort de Michel Gillibert, ancien secrétaire d'État aux Handicapés sous François Mitterrand.
- Brésil : la vache Asteca, évaluée à 2,8 millions de reais (1 million de dollars), est morte foudroyée. Son propriétaire n'était pas assuré. Cette vache était une « fournisseuse » d'embryons.

### Mardi19 octobre 2004
- Échecs : le Russe Vladimir Kramnik conserve son titre de champion du monde. Il a obtenu un score de 7 points contre 7 après 14 matches joués contre le Hongrois Péter Lékó, à Brissago (Suisse).
- France : pose du premier rail du TGV Est à Saint-Hilaire-au-Temple (Marne) par le ministre des Transports, Gilles de Robien.
- Birmanie : destitution par la junte militaire du premier ministre Khin Nyunt

### Mercredi20 octobre 2004
- Chine : explosion dans une mine de charbon. Il y a 82 disparus.
- France : EDF annonce que la construction du premier réacteur EPR (sigle anglais de réacteur européen à eau pressurisée) se fera sur le site de Flamanville (Manche).
- Irak : un français d'origine maghrébine, Abdelhalim Badjoudj (né le 16/12/1985), 18 ans, se tue en commettant un attentat suicide sur la route de l'aéroport de Bagdad faisant quatre blessés, dont deux policiers irakiens et deux militaires américains[11].
- Liban : le premier ministre Rafiq Hariri a démissionné et renonce donc à former un gouvernement réformiste. Il essuyait depuis plusieurs temps l'opposition du président Émile Lahoud, lui-même soutenu par la Syrie. Des élections législatives sont prévues au Liban au printemps 2005.

### Jeudi21 octobre 2004
- France : inauguration de l'aérogare passagers de l'aéroport Châlons Vatry (Marne).
- Liban : Omar Karamé est nommé premier ministre en remplacement de Rafiq Hariri
- Sport automobile : le pilote espagnol Carlos Sainz, double champion du monde des rallyes (1990, 1992), annonce qu'il met un terme à sa carrière.

### Vendredi22 octobre 2004
- Polynésie française : les vingt-neuf représentants du Tahoeraa huiraatira et du groupe Te Ara, réunis sur la convocation de la troisième vice-présidente, Lana Tetuanui, ont élu Gaston Flosse président de la Polynésie.

### Samedi23 octobre 2004
- Japon : séisme de Niigata, au moins 31 morts et plus de 2530 blessés, 6,8 de magnitude (échelle de Richter) ; les sismologues japonais l'ont baptisée «Niigata-ken Chuetsu Jishin 2004».
- France : huitième cas du nouveau variant de la maladie de Creutzfeldt-Jakob ; ce cas soulève des inquiétudes car le malade est un donneur de sang régulier.
- Kosovo, Serbie-et-Monténégro : élections législatives dans la province sous administration des Nations unies. Les minorités nationales du Kosovo (Serbes, Roms, etc.) sont assurées d'une représentation de 20 sièges sur les 120 à pourvoir. Les cent autres sièges sont soumis à un suffrage proportionnel.
  - Le parti d'Ibrahim Rugova emporte la majorité des sièges. La minorité a boycotté le scrutin.

### Dimanche24 octobre 2004
- Brésil : lancement de la première fusée spatiale brésilienne avec succès.
- Cameroun : élection présidentielle et réélection du président Paul Biya, 71 ans, au pouvoir depuis 1982. Son opposant obtient 17,4 % et croit à des fraudes.
  - Le président Biya est un chef d'État qui apparaît peu publiquement dans son pays, et même lors des sommets internationaux. Des craintes commencent à se sentir au Cameroun en cas de décès car l'intérim serait assuré par le président du Sénat d'après la constitution de 1996. Or, cette institution n'est toujours pas créée.
- Tunisie : élections présidentielle et législatives en Tunisie. Le président Zine el-Abidine Ben Ali, candidat à sa réélection, a été élu avec 94,49 % des voix.
  - Au parlement, le parti du président, le Rassemblement constitutionnel démocratique (RCD) obtient les 152 sièges au suffrage majoritaire ; les partis d'opposition se partageant les 37 sièges soumis au scrutin proportionnel.
- Formule 1 : Grand Prix automobile du Brésil.

### Lundi25 octobre 2004
- Alexandrie, Égypte : intronisation du patriarche grec orthodoxe Théodore II comme patriarche d'Alexandrie et de toute l'Afrique. Il remplace Pétros VII, mort dans un accident d'hélicoptère le 11 septembre 2004.
- Thaïlande : la répression d'une manifestation fait 68 morts.
- France : Premières émissions de la chaîne Pink TV, destinée au public homosexuel.

### Mardi26 octobre 2004
- Inde : la société Mittal Steel Company devient le premier producteur mondial d'acier, devant Arcelor, en prenant le contrôle de l'américain International Steel Group.
- Israël : la Knesset a voté le retrait de Gaza proposé par le premier ministre, Ariel Sharon, avec l'appui de voix du parti travailliste.
- International Première sortie sur PlayStation 2 de Grand Theft Auto: San Andreas.

### Mercredi27 octobre 2004
- Brésil : mort d'une crise cardiaque sur le terrain, durant une partie contre le club de São Paulo, du joueur de football Serginho de l'équipe de São Caetano. Cet événement crée un choc national d'autant plus qu'un examen médical récent avait indiqué un problème de cœur et que les secours, qui ont été montrés en direct à la télévision, ont été jugés insuffisants sur le terrain du Morumbi (São Paulo) qui est le mieux équipé au Brésil après le Maracanã de Rio de Janeiro.
- Indonésie : découverte du squelette d'un nouveau rameau de l'espèce humaine appelé « Homme de Florès ».
- Union européenne : face à la possibilité de voir le Parlement européen refuser d'investir la nouvelle Commission européenne le jour même, José Manuel Durão Barroso fait marche arrière et demande le report du vote pour qu'il puisse procéder à de nouvelles consultations. Plusieurs groupes parlementaires contestent la présence de l'Italien Rocco Buttiglione dans la Commission après ses propos sur les homosexuels et la place des femmes, tenus devant une commission parlementaire européenne.

### Jeudi28 octobre 2004
- Sciences : éclipse totale de Lune entre 2 h 23 et 4 h 53 (temps universel). La Lune, éclipsée par l'ombre de la Terre, restera faiblement visible sous forme d'un disque rougeâtre. L'éclipse est observable en Amérique du Sud, aux Antilles, en Amérique du Nord (sauf l'ouest), en Europe et dans l'ouest de l'Afrique. Phénomène observable en France entre 4 h 23 et 6 h 53, heure locale[12].

### Vendredi29 octobre 2004
- Asie du Sud-Est : Six pays du bassin du Mékong (Viêt Nam, Chine, Laos, Thaïlande, Cambodge, Birmanie) ont signé un mémorandum afin de lutter contre le trafic d'êtres humains.
- Belgique : grève de la STIB à Bruxelles. Les bus de la compagnie de Lijn circulaient néanmoins dans la capitale.
- France : annonce de la fusion des sociétés Sagem et Snecma pour constituer un nouveau groupe dans l'aéronautique, l'électronique liée à la Défense et les télécommunications. L'État détiendra 35 % du capital de ce groupe, ce qui équivaut à une privatisation de fait de la Snecma.
- Liberia : violentes émeutes interreligieuses dans la capitale Monrovia donnant lieu au pillage des lieux de culte (mosquées et églises). Le bilan du 2 novembre fait état de 16 morts et 200 blessés. La Mission des Nations unies au Liberia (MINUL) essaie de faire respecter le couvre-feu.
- Palestine : Yasser Arafat, gravement malade, est transféré vers l'hôpital militaire Percy à Clamart, près de Paris.
- Royaume-Uni : mort d'Alice, duchesse de Gloucester, à l'âge de 102 ans. Elle était la veuve d'Henry, duc de Gloucester, troisième fils du roi George V, et tante par alliance de la reine Élisabeth II. Après la reine mère Élisabeth, dite « Queen Mum », décédée en 2002 à l'âge de 101 ans, elle était la deuxième centenaire dans la famille royale britannique.
- Union européenne : les chefs d'État et de gouvernement des pays membres de l'Union européenne se réunissent à Rome (Italie) pour signer le traité sur la Constitution de l'Union. Ce traité devra être ensuite ratifié  dans chaque pays soit par un vote du Parlement, soit par référendum.
- Proche-Orient : Aljazeera diffuse une vidéo d'Oussama ben Laden, dans laquelle il admet sa responsabilité dans les attentats du 11 septembre 2001 et enjoint au gouvernement américain d'éviter une nouvelle attaque en cessant de mettre en danger les musulmans à l'étranger.

### Samedi30 octobre 2004
- France, apnée No Limit : Loïc Leferme bat le record du monde (-171 m)[13]
- Commission : l'Italien Rocco Buttiglione a annoncé sa démission de la commission présidée par José Manuel Durão Barroso.
- Irak : découverte à Bagdad du corps décapité de Shosei Koda, routard japonais âgé de 24 ans, dont l'enlèvement avait été revendiqué mardi 26 octobre par le groupe du terroriste islamiste jordanien Abou Moussab Al-Zarkaoui, qui exigeait le retrait sous 48 heures des troupes japonaises opérant en Irak (environ 500 hommes, œuvrant officiellement dans la reconstruction du pays).

### Dimanche31 octobre 2004
- Brésil : second tour des élections municipales dans 44 municipalités. Il n'y a de second tour éventuel que dans les municipalités de plus de 200 000 habitants. Dans la plupart des cas, la compétition est entre le PT (parti du président actuel Luiz Inácio Lula da Silva) et le PSDB (parti du président précédent Fernando Henrique Cardoso).
- Ukraine : premier tour de l'élection présidentielle. Les principaux candidats sont l'actuel Premier Ministre Viktor Ianoukovytch et l'opposant ancien chef du gouvernement Viktor Iouchtchenko[14].
  - Ianoukovytch a le soutien du président sortant Leonid Koutchma et est en faveur d'une politique de rapprochement avec la Russie.
  - Iouchtchenko souhaite aller vers plus de démocratie et se rapprocher de l'Union européenne.
- Uruguay : élection présidentielle.